# Ruder-Weltmeisterschaften 1993
Die Ruder-Weltmeisterschaften 1993 wurden vom 30. August bis 5. September 1993 auf dem Ruderkanal Račice in Račice u Štětí, Tschechien unter dem Regelwerk des Weltruderverbandes (FISA) ausgetragen. In 23 Bootsklassen wurden dabei Ruder-Weltmeister ermittelt.

## Ergebnisse
Hier sind die Medaillengewinner aus den A-Finals aufgelistet. Diese waren mit sechs Booten besetzt, die sich über Vor- und Hoffnungsläufe sowie Halbfinals für das Finale qualifizieren mussten. Die Streckenlänge betrug in allen Läufen 2000 Meter.

### Männer
| Bootsklasse                                  | Gold | Gold    | Silber | Silber  | Bronze | Bronze |
| -------------------------------------------- | --- | ------- | --- | ------- | --- | --- |
| Einer (M1x)                                  | Kanada Derek Porter | 6:59,03 | Tschechien Václav Chalupa | 7:00,56 | Deutschland Thomas Lange | 7:04,35 |
| Leichtgewichts-Einer (LM1x)                  | Vereinigtes Königreich Peter Haining | 7:05,34 | Australien Stephen Hawkins | 7:06,66 | Niederlande Pepijn Aardewijn | 7:07,70 |
| Doppelzweier (M2x)                           | Frankreich Samuel Barathay Yves Lamarque | 6:24,69 | Norwegen Lars Bjønness Rolf Thorsen | 6:28,42 | Deutschland Christian Händle Peter Uhrig | 6:29,03 |
| Leichtgewichts-Doppelzweier (LM2x)           | Australien Bruce Hick Gary Lynagh | 6:20,64 | Schweiz Markus Gier Michael Gier | 6:20,73 | Italien Francesco Esposito Paolo Pittino | 6:21,94 |
| Doppelvierer (M4x)                           | Deutschland Andreas Hajek André Steiner Stephan Volkert André Willms | 5:43,99 | Ukraine Oleksandr Martschenko Leonid Schaposchnykow Mykola Tschupryna Oleksandr Saskalko                                                                       | 5:46,25 | Italien Alessandro Corona Gianluca Farina Rossano Galtarossa Massimo Paradiso                                                                               | 5:47,07 |
| Leichtgewichts-Doppelvierer (LM4x)           | Österreich Gernot Faderbauer Walter Rantasa Christoph Schmölzer Wolfgang Sigl                                                                                                  | 5:49,30 | Deutschland Klaus Götte Frank Günder Andreas Lutz Bernhard Rühling Italien Michelangelo Crispi Enrico Gandola Massimo Lana Ivano Zasio                         | 5:51,00 | unbesetzt, da die Silbermedaille aufgrund der Zeitgleichheit des deutschen und italienischen Bootes doppelt vergeben wurde                                  | unbesetzt, da die Silbermedaille aufgrund der Zeitgleichheit des deutschen und italienischen Bootes doppelt vergeben wurde |
| Zweier ohne Steuermann (M2-)                 | Vereinigtes Königreich Matthew Pinsent Steven Redgrave | 6:36,98 | Deutschland Detlef Kirchhoff Hans Sennewald | 6:38,51 | Slowenien Iztok Čop Denis Žvegelj | 6:39,58 |
| Leichtgewichts-Zweier ohne Steuermann (LM2-) | Spanien Fernando Climent Huerta Fernando Molina Castillo | 6:39,34 | Russland Wladimir Mitjuschow Alexander Ustinow | 6:40,77 | Deutschland Stephan Fahrig Herbert Vogt | 6:40,79 |
| Zweier mit Steuermann (M2+)                  | Vereinigtes Königreich Greg Searle Jonathan Searle Garry Herbert (Stm.) | 7:01,50 | Italien Carmine Abbagnale Giuseppe Abbagnale Giuseppe Di Capua (Stm.)                                                                                          | 7:03,59 | Deutschland Michael Peter Thomas Woddow Kuno Hochhuth (Stm.)                                                                                                | 7:04,91 |
| Vierer ohne Steuermann (M4-)                 | Frankreich Michel Andrieux Daniel Fauché Philippe Lot Jean-Christophe Rolland                                                                                                  | 6:04,54 | Polen Wojciech Jankowski Maciej Łasicki Jacek Streich Tomasz Tomiak                                                                                            | 6:06,63 | Vereinigte Staaten Thomas Bohrer Sean Hall Jeffrey Klepacki James Neil                                                                                      | 6:08,50 |
| Leichtgewichts-Vierer ohne Steuermann (LM4-) | Vereinigte Staaten Thomas Beetham Matthew Collins Chris Kerber Jonathan Moss                                                                                                   | 6:03,27 | Schweiz Markus Feusi Reto Fierz Nicolai Kern Hubert Wagner | 6:03,99 | Italien Sabino Bellomo Franco Cattaneo Danilo Fraquelli Alfredo Striani                                                                                     | 6:04,59 |
| Vierer mit Steuermann (M4+)                  | Rumänien Dorin Alupei Iulică Ruican Nicolae Țaga Viorel Talapan Marin Gheorghe (Stm.)                                                                                          | 6:14,64 | Tschechien Petr Blecha Michal Dalecký Jiří Šefčík Pavel Sokol Oldřich Hejdušek (Stm.)                                                                          | 6:17,50 | Deutschland Stefan Forster Mark Kleinschmidt Ulrich Viefers Marc Weber Guido Groß (Stm.)                                                                    | 6:17,78 |
| Achter (M8+)                                 | Deutschland Roland Baar Peter Hoeltzenbein Andreas Lütkefels Frank Richter Stefan Scholz Martin Steffes-Mies Thorsten Streppelhoff Colin von Ettingshausen Peter Thiede (Stm.) | 5:37,08 | Rumänien Dorin Alupei Vasile Măstăcan Vasile Năstase Cornel Nemțoc Valentin Robu Iulică Ruican Viorel Talapan Ioan Vizitiu Marin Gheorghe (Stm.)               | 5:39,33 | Vereinigte Staaten Jon Brown William Castle Frederic Honebein Jamie Koven Tom Murray Mike Peterson William Porter Don Smith Steven Segaloff (Stm.)          | 5:41,47 |
| Leichtgewichts-Achter (LM8+)                 | Kanada Dave Boyes Christopher Cookson Robert Fontaine Gavin Hassett Jeffrey Lay Brian Peaker Peter Sommerwil Bryan Thompson Pat Newman (Stm.)                                  | 5:39,17 | Dänemark Johnny Bo Andersen Svend Blitskov Eskild Ebbesen Niels Henriksen Jeppe Jensen Kollat Jacob Meyer Thomas Poulsen Bo Vestergaard Stephen Masters (Stm.) | 5:41,25 | Italien Enrico Barbaranelli Carlo Gaddi Carlo Grande Pasquale Marigliano Leonardo Pettinari Paolo Ramoni Fabrizio Ranieri Andrea Re Gaetano Iannuzzi (Stm.) | 5:41,53 |

### Frauen
| Bootsklasse                                  | Gold | Gold    | Silber | Silber  | Bronze | Bronze  |
| -------------------------------------------- | --- | ------- | --- | ------- | --- | ------- |
| Einer (W1x)                                  | Deutschland Jana Thieme | 7:26,00 | Kanada Marnie McBean | 7:27,42 | Dänemark Trine Hansen | 7:28,14 |
| Leichtgewichts-Einer (LW1x)                  | Kanada Michelle Darvill | 7:47,14 | Niederlande Laurien Vermulst | 7:51,37 | Dänemark Mette Bloch Jensen | 7:52,52 |
| Doppelzweier (W2x)                           | Neuseeland Philippa Baker Brenda Lawson | 7:03,42 | Deutschland Kathrin Boron Kerstin Köppen | 7:05,61 | Bulgarien Galina Kamenowa Daniela Oronowa | 7:07,26 |
| Leichtgewichts-Doppelzweier (LW2x)           | Kanada Colleen Miller Wendy Wiebe | 6:59,74 | Volksrepublik China Li Fei Wang Fang | 7:01,33 | Niederlande Ellen Meliesie Cindy Rip | 7:01,66 |
| Doppelvierer (W4x)                           | Volksrepublik China Cao Mianying Gu Xiaoli Liu Xirong Zhang Xiuyun                                                                                        | 6:21,07 | Deutschland Daniela Molle Kerstin Müller Kristina Mundt Angela Schuster                                                                                           | 6:24,31 | Vereinigte Staaten Ruth Davidon Serena Eddy-Moulton Michelle Knox-Zaloon Monica Tranel-Michini                                                            | 6:33,98 |
| Zweier ohne Steuerfrau (W2-)                 | Frankreich Hélène Cortin Christine Gossé | 7:24,74 | Australien Alison Davies Victoria Toogood | 7:27,21 | Vereinigte Staaten Elizabeth McCagg Mary McCagg | 7:27,65 |
| Vierer ohne Steuerfrau (W4-)                 | Volksrepublik China Jing Yanhua Pei Jiayun Wang Shujuan Zhou Yaxin                                                                                        | 6:42,06 | Vereinigte Staaten Amy Fuller Melissa Iverson Anne Kakela Katherine Scanlon Lewis                                                                                 | 6:42,72 | Kanada Shannon Crawford Julie Jespersen Platt Kelly Mahon Emma Robinson                                                                                   | 6:43,32 |
| Leichtgewichts-Vierer ohne Steuerfrau (LW4-) | Vereinigtes Königreich Alison Brownless Anna Marie Dryden Jane Hall Tonia Williams                                                                        | 6:45,30 | Kanada Nori Doobenen Tracy Duncan Maureen Harriman Rachel Starr                                                                                                   | 6:48,87 | Vereinigte Staaten Barbara Byrne Danika Holbrook-Harris Alexandra Overy Alison Shaw                                                                       | 6:49,47 |
| Achter (W8+)                                 | Rumänien Iulia Bobeică Constanța Burcică Veronica Cochela Doina Ignat Viorica Neculai Ioana Olteanu Doina Ciucanu-Robu Fanica Costea Cristina Ilie (Stf.) | 6:18,88 | Vereinigte Staaten Jennifer Dore Catriona Fallon Amy Fuller Melissa Iverson Anne Kakela Elizabeth McCagg Mary McCagg Katherine Scanlon Lewis Yasmin Farooq (Stf.) | 6:20,42 | Deutschland Kathrin Haacker Christiane Harzendorf Antje Heilig Andrea Klapheck Micaela Schmidt Dana Pyritz Antje Rehaag Ute Wagner Daniela Neunast (Stf.) | 6:21,52 |

## Medaillenspiegel
| Platz | Land                   | Gold | Silber | Bronze | Gesamt |
| ----- | ---------------------- | ---- | ------ | ------ | ------ |
| 1     | Kanada                 | 4    | 2      | 1      | 7      |
| 2     | Vereinigtes Königreich | 4    |        |        | 4      |
| 3     | Deutschland            | 3    | 4      | 6      | 13     |
| 4     | Frankreich             | 3    |        |        | 3      |
| 5     | Volksrepublik China    | 2    | 1      |        | 3      |
| 5     | Rumänien               | 2    | 1      |        | 3      |
| 7     | Vereinigte Staaten     | 1    | 2      | 5      | 8      |
| 8     | Australien             | 1    | 2      |        | 3      |
| 9     | Österreich             | 1    |        |        | 1      |
| 9     | Spanien                | 1    |        |        | 1      |
| 9     | Neuseeland             | 1    |        |        | 1      |
| 12    | Tschechien             |      | 2      |        | 2      |
| 12    | Schweiz                |      | 2      |        | 2      |
| 14    | Italien                |      | 2      | 4      | 6      |
| 15    | Dänemark               |      | 1      | 2      | 3      |
| 15    | Niederlande            |      | 1      | 2      | 3      |
| 17    | Norwegen               |      | 1      |        | 1      |
| 17    | Polen                  |      | 1      |        | 1      |
| 17    | Russland               |      | 1      |        | 1      |
| 17    | Ukraine                |      | 1      |        | 1      |
| 21    | Bulgarien              |      |        | 1      | 1      |
| 21    | Slowenien              |      |        | 1      | 1      |
| Summe | Summe                  | 23   | 24     | 22     | 69     |